# گئورگ کریستف واگنزایل
گئورگ کریستف واگنزایل (به آلمانی: Georg Christoph Wagenseil) (زادهٔ ۲۹ ژانویهٔ ۱۷۱۵ در وین – درگذشتهٔ ۱ مارس ۱۷۷۷) آهنگساز اهل اتریش بود.
او در وین متولد شد. از شاگردان مورد علاقهٔ کاپل‌مایستر دربارِ وین، یوهان یوزف فوکس بود. واگنزایل از سال ۱۷۳۹ تا پایان عمرش، به‌عنوان آهنگساز و نوازندهٔ هارپسیکورد و ارگ، در دربار خدمت کرد. یوهان باپتیست شنک و ماری آنتوانت از شاگردان او بودند. او بسیار کم سفر کرد و تا پایان عمر وین ماند، شهری که بیشترین دوران عمرش را در آن گذراند.
واگنزایل شخصیتی شناخته‌شده در موسیقی روزگارِ خود بود؛ به‌طوری که یوزف هایدن و ولفگانگ آمادئوس موتسارت، دو آهنگساز بزرگ آن زمان، با آثار او آشنا بودند. آثار اولیهٔ او در سبک باروک است، اما سبکِ آثار او در دورهٔ دوم زندگی‌اش کلاسیک است. او تعدادی اپرا، آثار آوازی، سمفونی، کنسرتو، موسیقی مجلسی، و نیز آثاری برای سازهای شستی‌دار ساخت.